# Ernst Rantzau
Ernst rigsgreve Rantzau (28. marts 1802 på Oppendorf – 17. juni 1862 i Wiesbaden) var en slesvigsk amtmand, bror til Otto Rantzau.
Rantzau var søn af overpræsident i Kiel, rigsgreve Christian Ditlev Carl Rantzau og Charlotte Henriette Susanne Diede zum Fürstenstein. Han blev immatrikuleret 1818 ved universitetet i Kiel og blev 1822 cand. jur. i Glückstadt, 1823 auskultant ved Slesvigs Over- og Landret, fik 1826 "votum consultativum" og blev 1829 landråd og ekstraordinært medlem af Den slesvigske Landret. 1830 blev Rantzau udnævnt til amtmand over Sønderborg og Nordborg Amter, 1834 kammerherre, 1840 Ridder af Dannebrogordenen, 1843 amtmand i Plön og Ahrensbök Amter, 1844 Dannebrogsmand, dernæst amtmand i Reinbek, Trittau og Tremsbüttel Amter og intendant over de kgl. godser Wandsbek og Wellingsbüttel. 1860 blev han Kommandør af Dannebrog.
17. februar 1823 ægtede han sin kusine Agnes Louise Ferdinandine rigsgrevinde Rantzau (28. januar 1803 – 6. marts 1884), datter af Carl Emil rigsgreve Rantzau og Emilie Hedevig Caroline født komtesse Bernstorff.
Friedrich Carl Gröger har udført et portrætmaleri af Ernst Rantzau som barn (1808).